# Автомобильный видеорегистратор

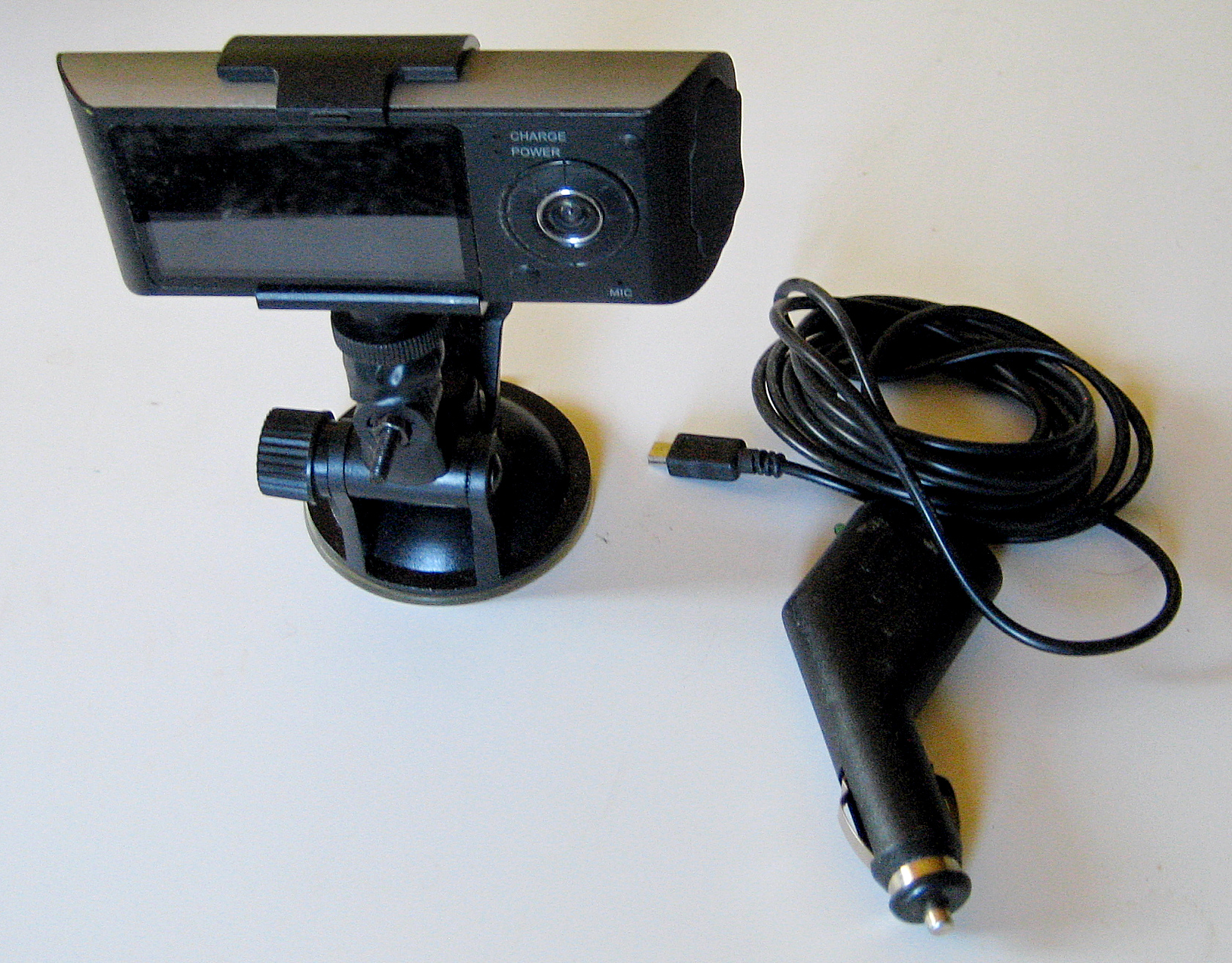
Типичный автомобильный видеорегистратор с зарядным устройством, работающим от прикуривателя.

Автомобильный видеорегистратор — регистрирующее устройство, предназначенное для видео и аудиофиксации обстановки вокруг автомобиля при его движении или стоянке, а также и внутри салона (опционально — при наличии дополнительной камеры), также может быть установлен на мотоциклы, велосипеды и другие транспортные средства. Основное назначение — сбор доказательной базы в спорных ситуациях и дорожно-транспортных происшествиях.

## Правовой статус
В разных странах применение автомобильных видеорегистраторов частными лицами рассматривается по-разному: в некоторых странах оно допускается без ограничений, но в других странах использование автомобильных видеорегистраторов частными лицами может быть объявлено вне закона, так как видеорегистраторы могут быть признаны устройствами для негласного наблюдения, нарушающими права других лиц на неприкосновенность частной жизни, и разрешёнными к использованию лишь государственными структурами, которым законом предоставлено право на такую деятельность.

### Россия

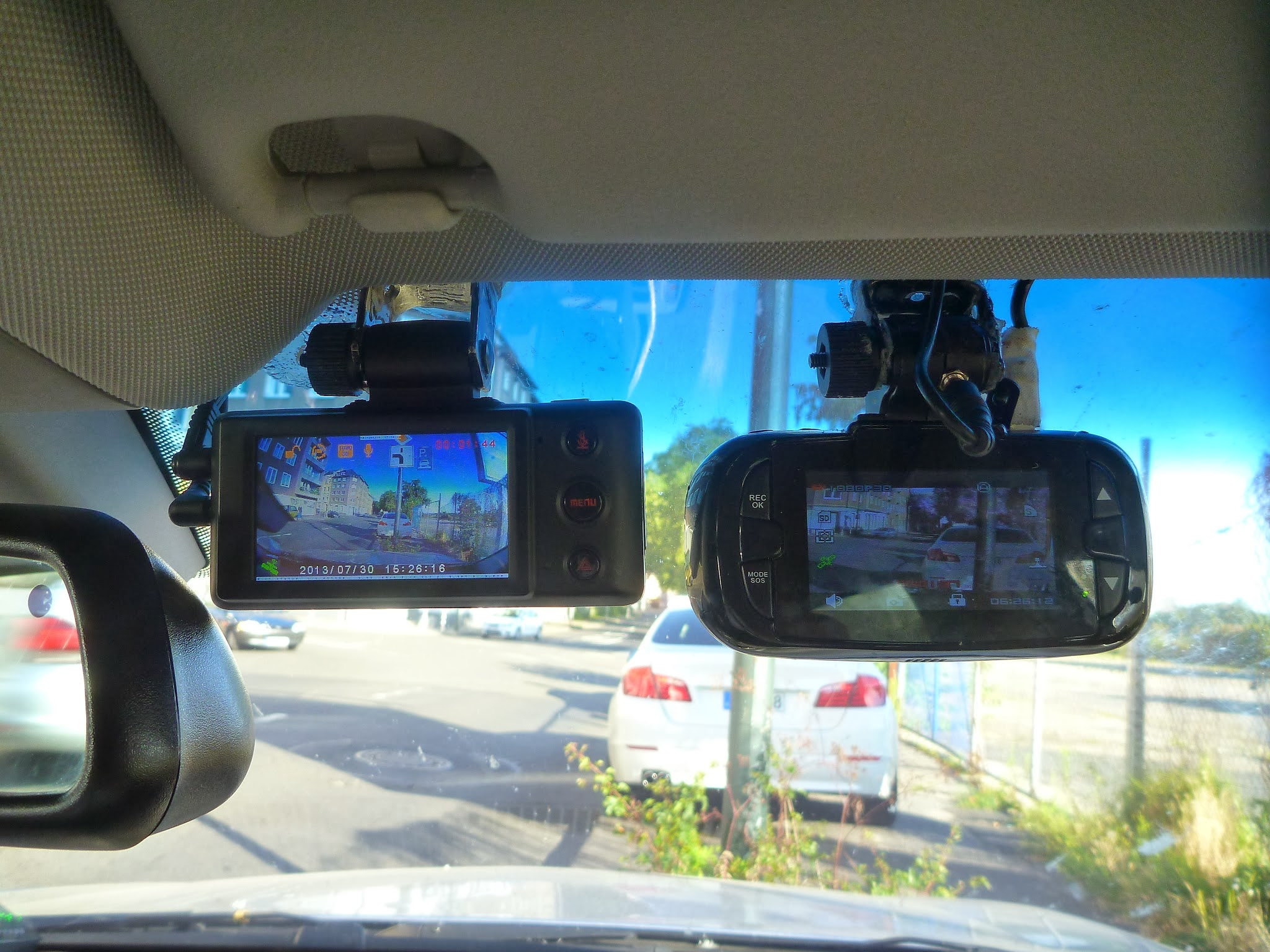
видеорегистраторы в салоне автомобиля

Данные, зафиксированные видеорегистратором, согласно КоАП могут рассматриваться как доказательства при разбирательствах по делу об административном нарушении.
Решение о том, приобщить ли к делу об административном правонарушении показания регистратора, принимает судья. В Госдуме находится на рассмотрении законопроект, согласно которому суд должен будет в обязательном порядке учитывать при разбирательствах данные записывающих устройств.

### Австрия
Комиссия по защите данных при федеральном правительстве Австрии запретила использование автомобильных видеорегистраторов, посчитав их использование вмешательством в личную жизнь, так как на запись могут попасть лица людей и регистрационные знаки автомобилей. При выявлении самовольной установки видеорегистратора назначается штраф 10 000 €, при повторной установке — штраф 25 000 €.

### Германия
Суды решают не однозначно о допустимости применения видеорегистратора в качестве доказательств. Так участковый суд Мюнхена в одном случае разрешил приобщить съёмку к делу, а в другом запретил.

### США
Использование видеорегистраторов разрешено только полиции и другому спецтранспорту независимо от штата.

### Украина
С марта 2022 года на территории Украины запрещено использовать видеорегистратор, в целях защиты данных.

## Использование

### Охранные видеосистемы
Некоторые автомобильные видеорегистраторы можно использовать как камеру видеонаблюдения в припаркованном автомобиле или как камеру охранного видеонаблюдения в помещении. Многие регистраторы имеют специальные режимы «парковки» (фотографирование движущихся предметов, попадающих в поле зрения устройства).
Также некоторые регистраторы имеют специальный режим съемки CCTV. Подвешенные к потолку и подключенные к розетке, они могут выступать в качестве альтернативы системам охранного видеонаблюдения, снимая видео с пониженным битрейтом и кадровой частотой (для уменьшения объёма снимаемого видео).
С 2013 года в продаже появились модели видеорегистраторов, оснащенные модулем Wi-Fi и способные транслировать видео на смартфоны/планшеты и в Интернет, на удаленный сервер. Такие устройства можно использовать в качестве IP-камер а также в качестве системы охранного видеонаблюдения с удаленным доступом.

### Пешеходные регистраторы
При наличии аккумулятора с достаточно большой ёмкостью для продолжительной видеозаписи и креплений на одежду видеорегистраторы могут использоваться в пешеходном режиме — туристами, путешественниками, полицейскими и т. п., такие устройства называются нагрудными видеорегистраторами.

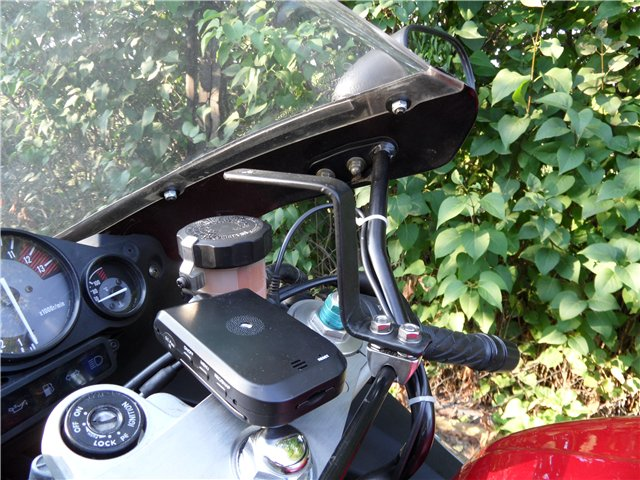
Видеорегистратор на мотоцикле

### Регистраторы для велосипедов и мотоциклов
Специальные велосипедные/мотоциклетные кронштейны позволяют зафиксировать портативный видеорегистратор на руле мотоцикла, а также на любой другой трубе подходящего диаметра.

### Спортивная камера

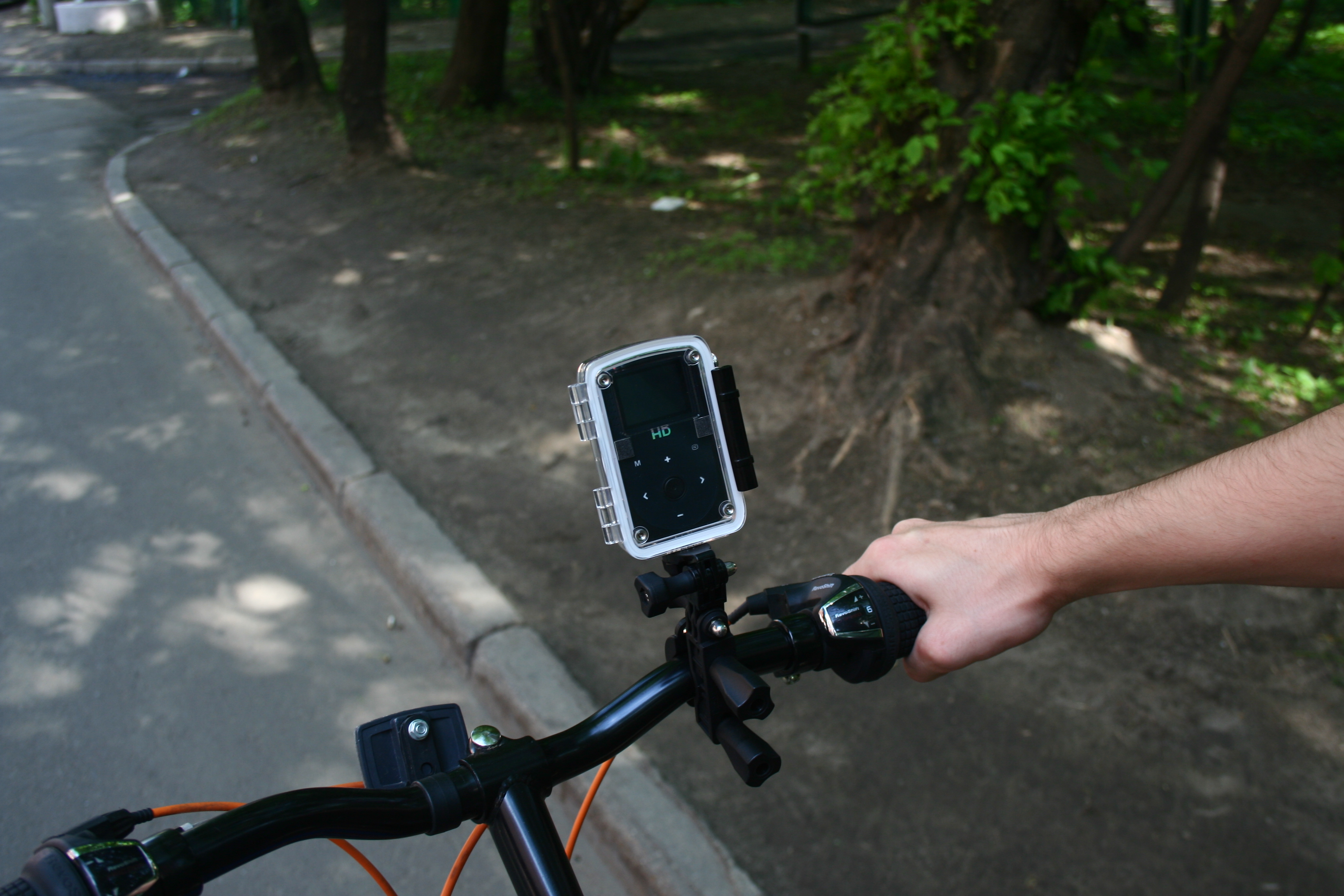
Автомобильный видеорегистратор в гермобоксе на специальном креплении на велосипедный руль

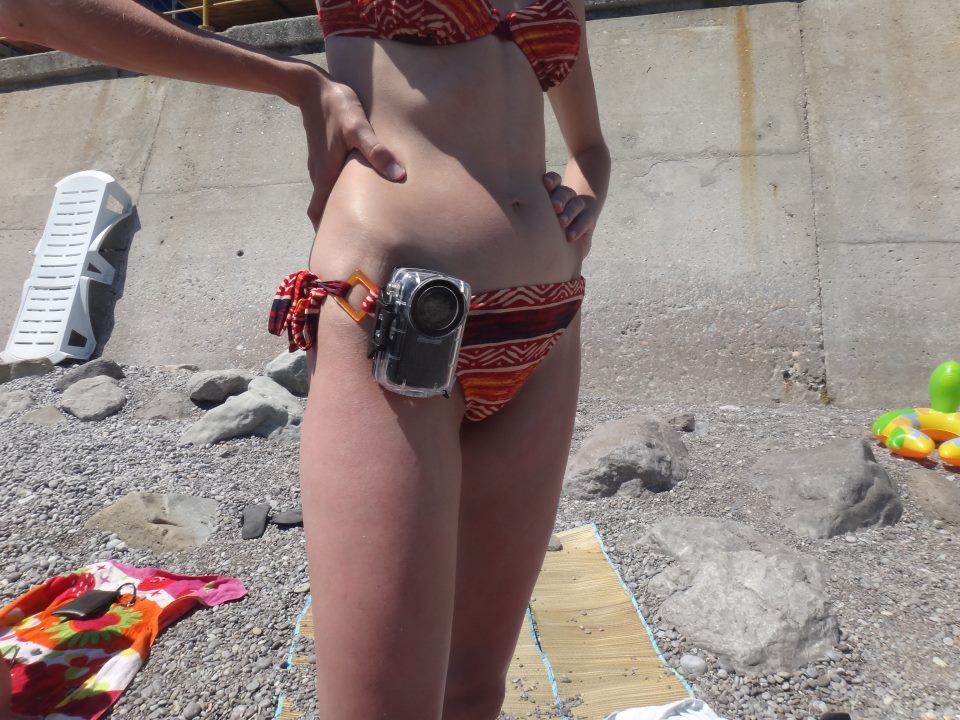
Крепление регистратора в гермобоксе для подводной съёмки

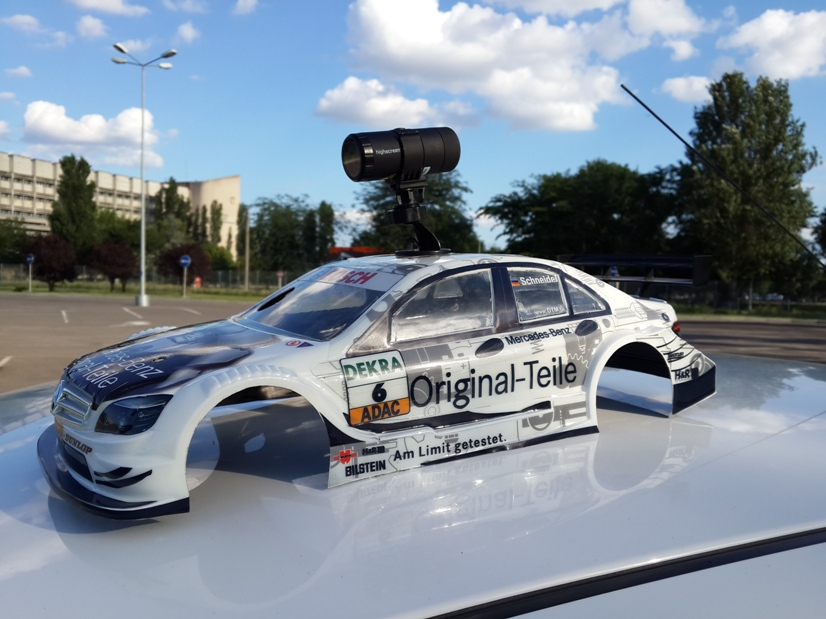
Спортивный видеорегистратор, установленный с помощью крепления из комплекта на миниатюрный радиоуправляемый гоночный автомобиль.

Наличие в регистраторе аккумулятора с большой ёмкостью позволяет использовать его вне автомобиля как экшн-камеру. С некоторыми регистраторами поставляются специальные аксессуары для крепления регистратора на шлем или руль велосипеда, на плоскую поверхность, на одежду, на ремень, гермобоксы для защиты от влаги и грязи (с которыми возможно также погружение под воду) и т. п.
Модели с водозащитным чехлом в комплекте есть у торговых марок AdvoCam, teXet, Intego. Полностью водонепроницаемый корпус у спортивного регистратора Highscreen Black Box Outdoor.

## Виды автомобильных регистраторов
Существует несколько видов автомобильных видеорегистраторов, в основном это автономные (портативные) регистраторы и многоканальные видеорегистраторы (как правило, в виде встраиваемых модулей). Некоторое время назад популярностью стали пользоваться регистраторы, встраиваемые в зеркало заднего вида.
Существуют также автомобильные навигаторы со встроенными камерами и дополнительными слотами для карт памяти, на которые фиксируются данные. В России их выпуском занимаются компании Lexand, teXet, Shturmann и некоторые другие бренды.
Широкое распространение смартфонов на базе iOS и Android, а также наличие в них качественных камер и большого количества памяти позволяет использовать эти устройства в качестве автомобильных видеорегистраторов. Существует несколько десятков приложений для обеих платформ, позволяющих «превратить смартфон в видеорегистратор».

### Автономные видеорегистраторы
В корпусе автономных автомобильных видеорегистраторов одновременно установлены одна или несколько камер, карта памяти и датчики. Преимущество автономных видеорегистраторов — невысокая цена, возможность быстрой установки/демонтажа без привлечения специалистов, возможность использования в автомобиле при наличии встроенного аккумулятора. В 2012 году продажи портативных видеорегистраторов выросли примерно в пять раз, было продано 1,3—1,5 млн автомобильных видеорегистраторов.

### Многоканальные видеорегистраторы
Многоканальный видеорегистратор — это отдельный блок, представляющий собой записывающее устройство, к которому подключаются отдельные камеры и датчики, устанавливаемые в автомобиле. Количество подключаемых видеокамер — 2-4. Недостаток многоканальных регистраторов — высокое энергопотребление, сложность установки, высокая цена.

### Видеорегистраторы на базе смартфонов
Видеорегистраторы на базе смартфона — это программы, позволяющее использовать смартфон в качестве видеорегистратора. Современные смартфоны обладают качественными камерами, большим количеством памяти и вычислительной мощности, а также, как правило, оснащены средствами геолокации: GPS или Wi-Fi позиционированием. Преимуществом таких программ является их цена (в пределах сотни рублей), а также возможность интеллектуальной интеграции функции видеорегистратора с другими функциями современного смартфона — навигацией, использованием карт с наложением маршрута, использование интернет сервисов.
Недостатком видеорегистраторов на базе смартфонов становится то, что такие устройства не могут выполнять функции записи во время звонков.

## Принцип работы автомобильного видеорегистратора
Основные части автомобильного видеорегистратора это видеокамера и записывающее устройство. Камера формирует аналоговый видеосигнал, который оцифровывается и передаётся на записывающее устройство. Записывающее устройство, построенное на SoC и имеющее свою операционную систему, обрабатывает цифровой видеосигнал, производит сжатие и непосредственно запись. Записанные видеофайлы хранится на карте памяти (все современные видеорегистраторы, чаще всего используются форматы SD или MicroSD) или встроенном жестком диске (очень старые модели).

## Основные характеристики автомобильного видеорегистратора

### Разрешение записи

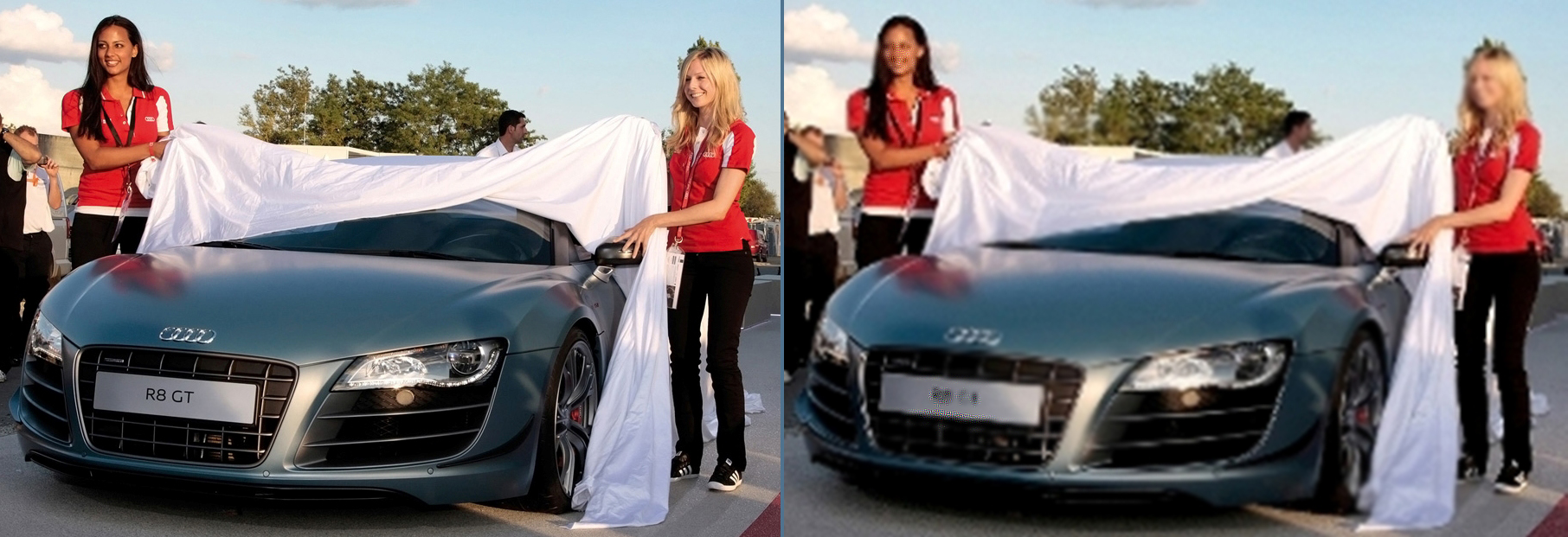
Натуральный HD-снимок и снимок, полученный с использованием интерполяции

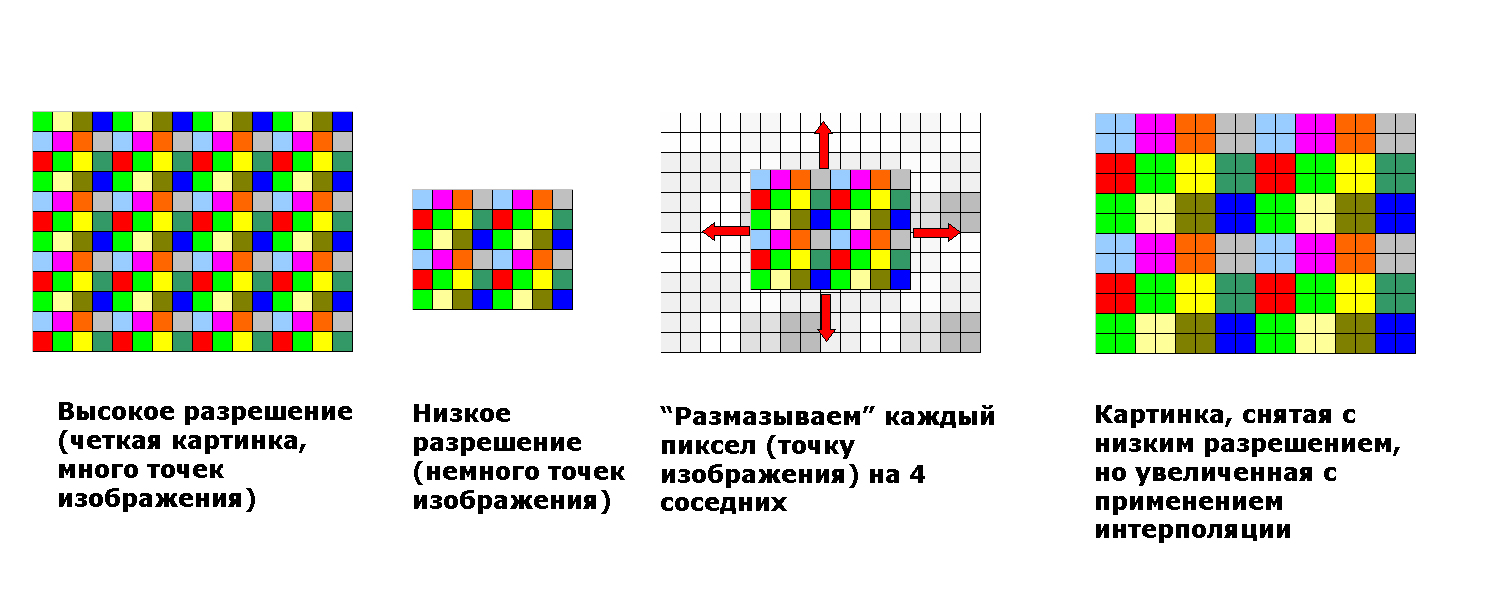
Пример того как работает интерполяция в видеорегистраторах

Разрешение — величина, определяющая количество точек (элементов растрового изображения) на единицу площади. От разрешения зависит четкость изображения на видео, а также возможность различать при просмотре мелкие детали. Среди продающихся сегодня регистраторов самыми распространенными являются модели, ведущие съемку в разрешении 640×480, 1280×720 и 1920×1080 точек (Full HD).
Во многих бюджетных устройствах видео с невысоким разрешением интерполируется до размеров, соответствующих HD-разрешению. При этом не все производители указывают это в характеристиках своего устройства, таким образом, вводя пользователей в заблуждение, так как качество съемки в натуральном HD-режиме и режиме с интерполяцией различается в значительной степени. Например, если реальное разрешение — 640×480 точек, тогда при растягивании с применением интерполяции до размера 1280×960 каждый пиксель «размазывается» на четыре соседних.

### Развертка
Чересстрочная развертка — метод передачи видеоизображения, при котором кадры разбиваются на полукадры, в каждом из которых передаются либо чётные, либо нечётные строки. В прогрессивной развертке показывается полный кадр. Определить, какая развертка используется, можно по указываемому в характеристиках индексу: «i» — развертка чересстрочная (например, 720i — разрешение 1280×720 точек), «p» — прогрессивная (720p). Прогрессивная развертка дает более качественное изображение.

### Кадровая частота
В современных одноканальных регистраторах при высоком разрешении кадровая частота съемки (FPS, количество кадров в секунду)как правило имеет значение от 15 до 60 кадров в секунду. Для покадрового разбора видеозаписи ДТП необходима высокая частота. Большинство устройств позволяет настраивать этот параметр вручную. Регистраторы, имеющие режим CCTV, снимают с частотой 6 кадров в секунду специально для того, чтобы сохраненное видео имело как можно меньший объём.

### Битрейт
Битрейт влияет на качество изображения, при прочих равных чем выше значение этого параметра, тем чётче выглядит картинка, но тем меньше по времени видеоматериала помещается на карте памяти. Современные видеорегистраторы при разрешении 1920 на 1080 и частоте 30 к/с снимают видео с битрейтом 8…20 Мегабит в секунду.

### Угол обзора
Угол обзора определяет участок местности, который попадает в кадр. Зона обзора зависит от фокусного расстояния объектива и от размера матрицы. Угол обзора по горизонтали у современных регистраторов варьируется от 60 до 110 градусов (100—160 градусов по диагонали). Слишком маленький угол обзора приводит к тому, что в кадр попадает только то, что находится прямо перед автомобилем, но не соседние ряды и обочины. В то же время слишком большой угол может стать причиной искажения картинки по краям — эффект объектива рыбий глаз. Впрочем, учитывая, что предназначение видеорегистратора не художественная видеосъемка, а видеофиксация дорожной обстановки, подобное допустимо (а вот недостаточный обзор может стать причиной того, что важные детали не попали в кадр). Небольшой размер матрицы и короткое фокусное расстояние позволяют в большинстве случаев использовать объектив типа фикс-фокус, не требующий фокусировки.

### Формат сжатия
Для хранения видеосигнал с помощью АЦП переводится из аналогового в цифровой (дискретный) вид и подвергается сжатию. На момент написания статьи используются чаще других следующие форматы сжатия: MPEG, MPEG4, H.264, M-JPEG. Чаще всего используется H.264 (MPEG4 part 10). Этот стандарт сжатия позволяет получать файлы небольшого объёма при незначительном ухудшении качества.

### Чувствительность
Чувствительность — минимальная освещенность на объекте съемки, при котором качество изображения можно охарактеризовать как приемлемое. Измеряется в люксах. У величины этого показателя и качества изображения обратная зависимость (0,3 люкс дает картинку лучше, чем 1 люкс). В подавляющем большинстве современных автомобильных регистраторов используется матрица CMOS. Такие матрицы имеют высокое разрешение, но обладают низкой чувствительностью.

### Стабилизация изображения
Во время движения по дороге видеорегистратор неизбежно трясется и вибрирует. Для того чтобы это никак не сказывалось на качестве видео, используются цифровые технологии стабилизации изображения.

## Функциональные особенности видеорегистраторов

### Автоматическое включение/выключение
Большинство современных автомобильных видеорегистраторов работает следующим образом: при подаче внешнего питания от бортовой сети регистратор самостоятельно включается и начинает запись. При снятии внешнего питания автомобильный видеорегистратор останавливает запись и выключается.
Существуют также устройства, активирующиеся при регистрации движения или при детектировании звука, — для этого они оснащены специальными датчиками.

### Наличие собственной аккумуляторной батареи

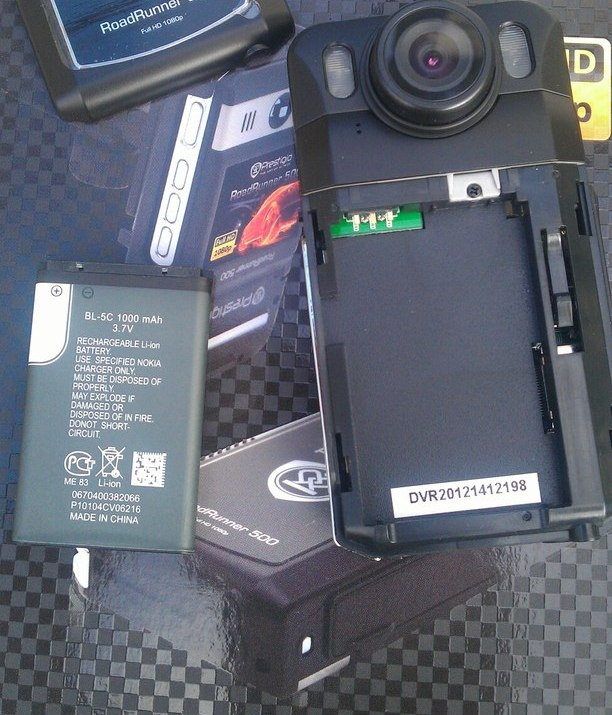
Регистратор с аккумулятором BL-5C

Наличие аккумуляторной батареи с минимальной ёмкостью необходимо для правильного выключения регистратора в случае внезапного прекращения питания. Аккумуляторы с большой ёмкостью позволяют регистратору работать автономно 2-4 часа. Средняя ёмкость встроенного аккумулятора — 800 мАч. Некоторые регистраторы позиционируются как альтернатива мобильному камкордеру и оснащаются аккумуляторами ёмкостью 1400 мАч (4 часа автономной видеозаписи).
В некоторых регистраторах используется съемная аккумуляторная батарея BL-5C, аналогичные аккумуляторы устанавливаются в сотовые телефоны Nokia. Преимущество — возможность быстрой замены аккумулятора без обращения в сервис.

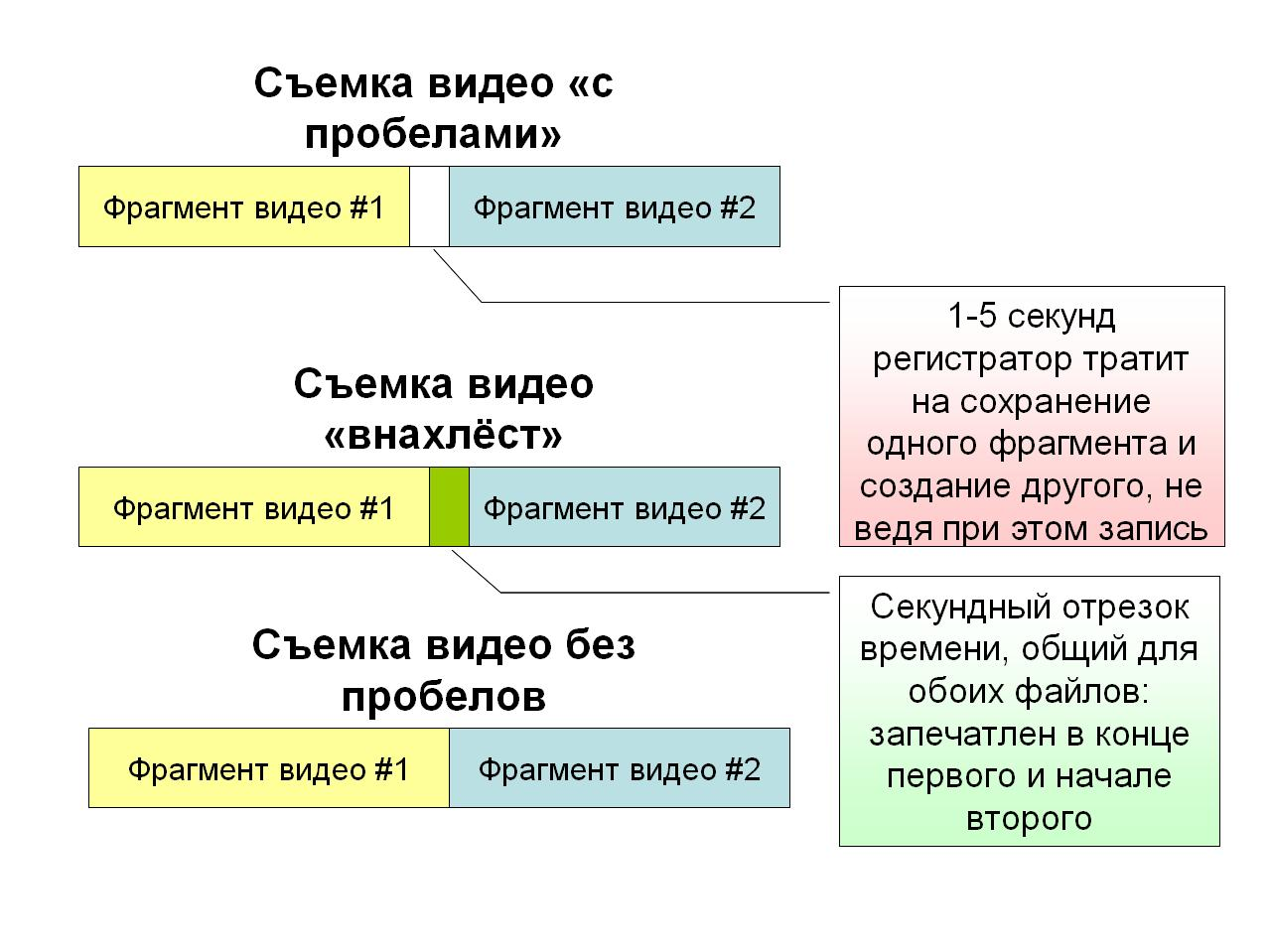
Сохранение файлов в различных регистраторах

### Цикличная запись, потери
Возможность цикличной видеозаписи позволяет видеорегистратору записывать новые данные поверх старых. Такой режим записи избавляет пользователя от необходимости самостоятельно удалять старое видео во избежание переполнения карты памяти или жесткого диска.
Автомобильные видеорегистраторы, как правило, сохраняют видео отрезками по несколько минут. Бюджетные устройства в момент создания нового файла и сохранения предыдущего не могут вести съемку, таким образом, теряется отрезок продолжительностью 1-3 секунды.

### Наложение даты и времени

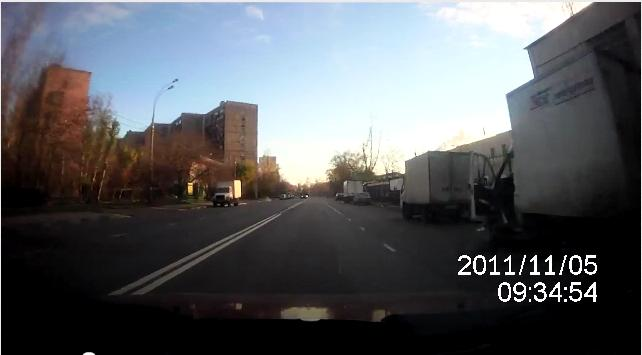
Наложенные поверх видео дата и время

Подавляющее большинство регистраторов имеет привязку видео к дате и времени. Без этих отметок предъявить данные в качестве доказательств будет проблематично.

### Встроенный дисплей
Автомобильные видеорегистраторы могут оснащаться ЖК-дисплеями с диагональю 1,5-3,5 дюйма. С помощью дисплея можно просматривать отснятый материал и производить настройку. Некоторые модели оснащаются поворотным дисплеем, другие — встроенным в корпус.

### Видеовыход
Наличие в автомобильном видеорегистраторе видеовыхода (AV или HDMI) позволяет подключать к нему телевизор, монитор или ноутбук для просмотра видео с карты памяти.

### Акселерометр
Акселерометр (он же G-сенсор) позволяет видеорегистратору реагировать на резкие изменения скорости и положения автомобиля (резкие повороты, удары) и активировать т. н. «аварийный режим».

### GPS-приёмник
В автомобильном видеорегистраторе у встроенного GPS-приемника два основных предназначения — регистрация скорости движения автомобиля и запись маршрута движения. Как правило, данные со спутника сохраняются отдельным файлом, который потом можно просмотреть на компьютере. Некоторые автомобильные видеорегистраторы накладывают на видеоизображение скорость движения (аналогично тому, как накладывается время и дата).
Во встроенных GPS-приемниках видеорегистраторов погрешность составляет от нескольких метров до нескольких десятков метров, и нет привязки к дороге; однако при помощи прилагаемой к некоторым моделям программы-плеера на подключённом к интернету компьютере записанный регистратором маршрут движения можно проследить по карте.
У регистратора со встроенным GPS-приёмником могут быть и дополнительные опции; например, регистрация превышения заданной пользователем скорости или синхронизация часов регистратора по сигналу со спутника.

### Функция WDR
Функция WDR используется для улучшения качества изображения стоп-кадров и видеосъемки. Ее можно использовать для улучшенной съемки при любых неблагоприятных условиях освещения. Функция WDR в видеорегистраторе получила название от аббревиатуры матрицы Wide Dynamic Range, что с английского переводится как «широкий динамический диапазон». В последние годы функцией «wdr» снабжаются даже недорогие модели видеорегистраторов, такие как Каркам Tiny, Prestige DVR-390 и DVR-478.

### Радар-детектор

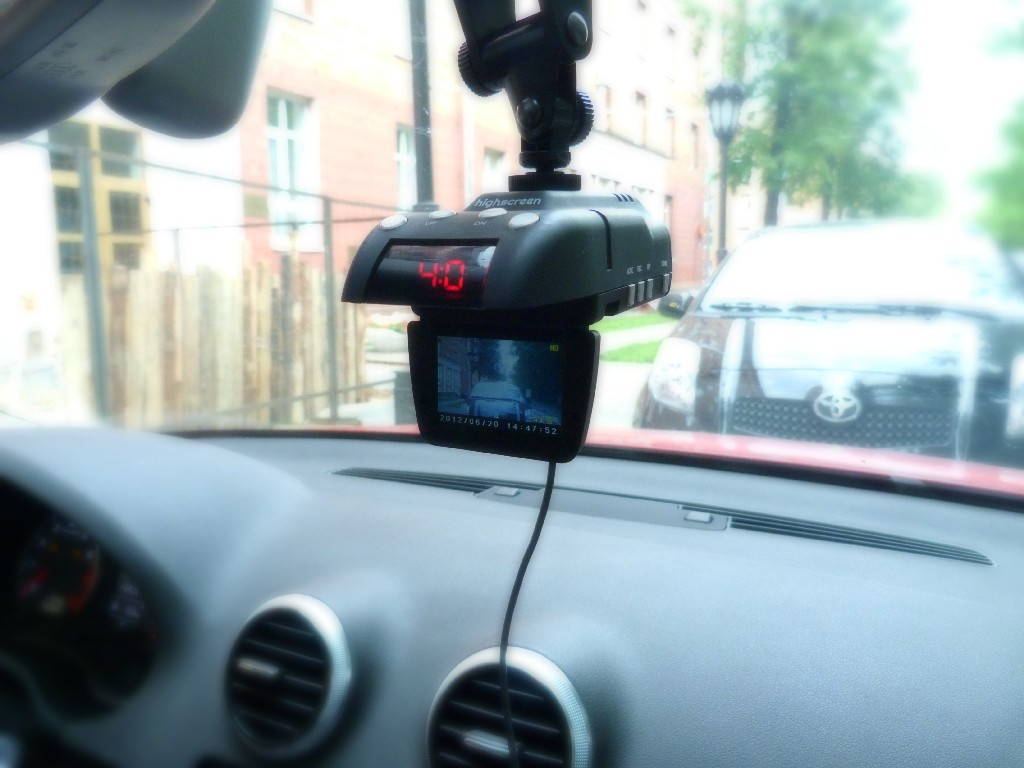
Видеорегистратор со встроенным радар-детектором

Встроенный радар-детектор (или антирадар) реагирует на полицейские радары (измерители скорости) и предупреждает водителя о приближении к ним, как правило, звуковым сигналом. Регистраторы со встроенными радар-детекторами выходят под брендами Arena Pro, Highscreen, Rear View. Некоторые модели также предупреждают о приближении к камерам, фиксирующим нарушения скоростного режима.

### ИК-подсветка
ИК-подсветка используется при съемке в «режиме парковки», когда оставленный в припаркованном автомобиле регистратор по детекции звука или движения в поле зрения автоматически делает несколько фотографий.
ИК-подсветка не используется при ночной видеосъемке. Во-первых, даже 8 светодиодов недостаточно для того, чтобы осветить проезжую часть. Во-вторых, включенная ИК-подсветка даже ухудшит качество съемки: отражаясь от стекла, ИК-лучи будут засвечивать сенсор.

### Автомобильные регистраторы с Wi-Fi модулем
Модуль беспроводной связи в видеорегистраторе используется для быстрого копирования видеозаписей с карты памяти на другое устройство (смартфон, планшет, ноутбук). Это позволяет быстро сделать копию ролика с ДТП, свидетелем которого вы стали.
Для подключения устройства необходимо активировать точку доступа на видеорегистраторе и запустить соответствующее приложение на смартфоне. На некоторых камерах доступно потоковое воспроизведение ранее записанных видео на экране смартфона по Wi-Fi. Помимо просмотра и копирования роликов, такое подключение к регистратору по Wi-Fi позволяет изменять настройки, удалять видеозаписи и даже смотреть картинку с камеры онлайн через интернет.

## Аксессуары
С автомобильными регистраторами поставляются аксессуары. В комплект регистратора входят:
- Крепление на стекло.
- Зарядное устройство от прикуривателя.
- USB-кабель для подключения к ПК.

Опционально могут поставляться:
- Карта памяти.
- Дополнительное зарядное устройство (от розетки).
- Дополнительное крепление в салон автомобиля.
- Крепления на руль мотоцикла или велосипеда.
- Крепления на плоские поверхности (на основе скотча 3М).
- Пульт Д/У.
- Крепление на одежду.
- Гермобокс для защиты от влаги.
- Чехол для переноски.
- AV-кабель.
- HDMI-кабель.